# هانيكي كاسل
هانيكي كاسل (بالإنجليزية: Hanneke Cassel)‏ هي عازفة كمان ‏ أمريكية، ولدت في 14 أبريل 1978.

## وصلات خارجية
- الموقع الرسمي
- هانيكي كاسل على موقع ميوزك برينز (الإنجليزية)
- هانيكي كاسل على موقع ديسكوغز (الإنجليزية)